# Susanne Kruse
Susanne Kruse (Geburtsname Alt, * 1. Februar 1986 in Nürnberg) ist deutsche Sprecherin, Moderatorin und Journalistin.

## Leben
Susanne Kruse wurde 1986 in Nürnberg geboren. Ihre Ausbildung zur Sprecherin hat sie an der Hochschule für Musik und Darstellende Kunst in Stuttgart absolviert, wo sie von 2009 bis 2013 Sprechkunst studierte.
Währenddessen war sie als Sprecherin für den SWR und den Deutschlandfunk aktiv, die ersten Sprecheraufträge für TV- und Onlinewerbespots folgten. Parallel zu ihrem Studium absolvierte sie an der Hochschule der Medien beim Hochschulradio Stuttgart eine Ausbildung zur Redakteurin und Moderatorin. Nach dem Studium absolvierte sie ein journalistisches Volontariat bei Klassik Radio in Hamburg. Dort moderierte sie etwa zwei Jahre täglich ihre eigene Sendung.
2015 ist sie wieder nach Nürnberg gezogen und arbeitet dort für den Bayerischen Rundfunk als Teil des Sprecherensembles und als Journalistin. Dort moderiert sie unter anderem Live-Übertragungen und Musiksendungen auf Bayern 2 („Musik für Bayern“) und BR-Klassik („Mittagsmusik“) und ist als Reporterin für die unterschiedlichsten Programme des Bayerischen Rundfunks im Einsatz.
Neben ihrer journalistischen Arbeit ist sie auch als Sprecherin tätig, unter anderem in Literaturlesungen beim Erlanger Poetenfest. 2018 sprach sie unter ihrem Geburtsnamen Alt ihr erstes Hörbuch ein zum Roman „Von Paul zu Pedro – Amouresken“ von Franziska zu Reventlow ein. Im Juni 2019 heiratete sie und heißt seitdem Susanne Kruse.